# Larland (Iowa)
Larland est une communauté non constituée en municipalité, du comté d'Audubon en Iowa, aux États-Unis. Larland est également une ville fantôme.
Le bureau de poste est inauguré en 1890 et fermé en 1902.

## Source de la traduction
- (en) Cet article est partiellement ou en totalité issu de l’article de Wikipédia en anglais intitulé « Larland, Iowa » (voir la liste des auteurs).